# Îlots insalubres parisiens du début du XXe siècle

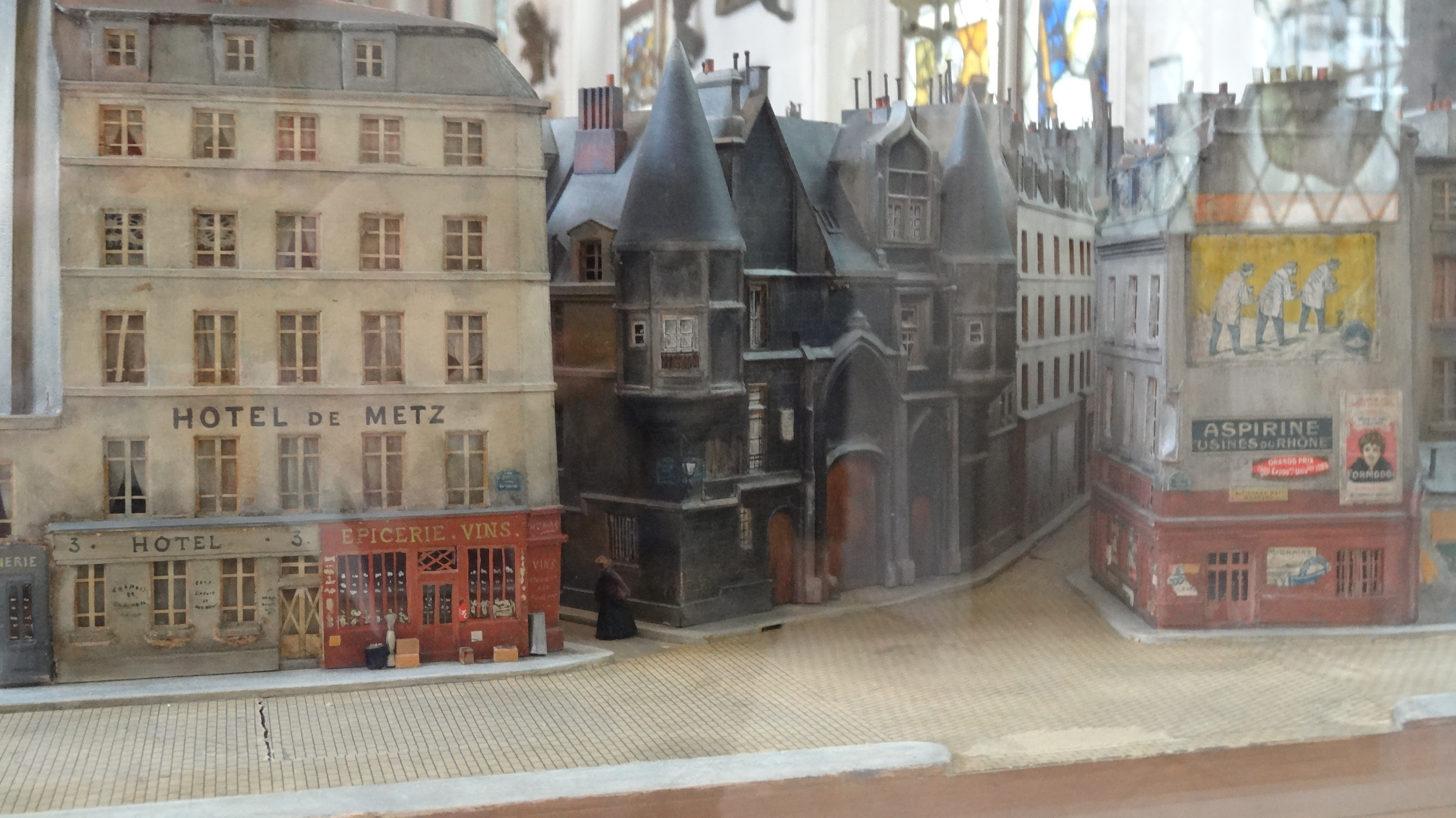
Maquette de l'îlot insalubre no 16 (musée Carnavalet).

Les îlots insalubres parisiens, terme né du courant de pensée hygiéniste au XIXe siècle, étaient des îlots urbains à Paris dont les conditions d'hygiène étaient jugées déplorables par l'administration, qui en a fait un recensement officiel au début du XXe siècle. Leur transformation, qui est passée souvent par la destruction et la reconstruction, a donné lieu à certaines des opérations d'urbanisme les plus importantes de Paris au XXe siècle.

## Histoire
Une grande enquête menée par Paul Juillerat de 1894 à 1904 a mis en évidence des problèmes d'hygiène dans certains quartiers de Paris. Les spécialistes faisaient correspondre l'apparition de cas de tuberculose à la trop forte densité et en particulier à l'étroitesse des voies de circulation par rapport à la hauteur des immeubles. Le Conseil municipal du 8 mars 1906 a ainsi créé une liste de six îlots « tuberculeux » ou insalubres, qui s'étendra à dix-sept îlots après la Première Guerre mondiale.
Les pouvoirs publics jugeaient indispensable la destruction ou le réaménagement de ces quartiers. Ils ne seront pourtant rénovés que très progressivement, au point que leur liste guidera les projets de transformation de Paris tout au long du siècle et en particulier après la Seconde Guerre mondiale. La notion d'« îlot insalubre » s'inscrit alors dans une notion plus large d'îlot « devant faire l'objet d'un plan d'aménagement particulier », d'îlot « bien » ou « mal » utilisé, qui permettra de lancer des opérations des zones beaucoup plus vastes : Front de Seine, Italie 13…

## Liste des îlots insalubres parisiens
La liste des îlots insalubres comprenait les îlots suivants,,, :
- îlot no 1[6],[7],[8] : le quartier Saint-Merri et le plateau Beaubourg (4e) ; rasé au sud de la rue des Étuves dès les années 1930, il est longtemps resté à l'état de parc de stationnement avant d'être remplacé dans les années 1970 par le Centre Georges-Pompidou et le quartier de l'Horloge ;
- îlot no 2 : le quartier du Jardin-des-Plantes et le quartier du Val-de-Grâce, c'est-à-dire le versant sud de la montagne Sainte-Geneviève autour de la rue Mouffetard (5e) ;
- îlot no 3 : le quartier situé entre la rue Galande et le quai de Montebello, autour de l'église Saint-Julien-le-Pauvre (5e) ; restauré et non rénové dans les années 1960 ;
- îlot no 4 : l'ancienne cité Jeanne-d'Arc, entre la rue Jeanne-d'Arc et la rue Nationale (13e), reconstruite des années 1930 aux années 1950[9] ;
- îlot no 5 : le quartier des Épinettes (17e) ;
- îlot no 6 : situé de part et d'autre de la rue du Faubourg-Saint-Antoine, cet îlot a fait l'objet d'un projet de restructuration par Le Corbusier et Pierre Jeanneret, présenté à l'Exposition universelle de 1937 (11e et 12e) ;
- îlot no 7 : autour de Belleville, au nord-est des boulevards de Belleville et de La Villette depuis la rue Henri-Chevreau (20e, au sud-est) jusqu'à la rue de l'Atlas (19e, au nord-est)[10],[11] ;
- îlot no 8 : le quartier d'Amérique, au début de la rue Petit et rue de Crimée[12] (19e) ;
- îlot no 9 : près de la porte de Clignancourt, entre la rue Championnet, la rue du Ruisseau, la rue Letort et la rue du Poteau ; un cas de peste ayant été rapporté en 1923, l'îlot est détruit et remplacé par un lotissement d'habitations à bon marché (HBM) achevé en 1933 ;
- îlot no 10 : à l'ouest de Belleville, le quartier de l'Hôpital-Saint-Louis (10e) et le quartier de la Folie-Méricourt (11e) ;
- îlot no 11 : le quartier des Amandiers (20e) situé au nord du Père-Lachaise, entre le boulevard de Ménilmontant, l'avenue Gambetta, la rue Sorbier et la rue des Panoyaux, rénové dans le cadre de la ZAC des Amandiers dirigée par la SEMEA 15 ;
- îlot no 12 : le quartier Sainte-Marguerite (11e), situé entre l'avenue Philippe-Auguste, le boulevard Voltaire, la rue de la Folie-Régnault et la rue Alexandre-Dumas ;
- îlot no 13 : quartier du 13e arrondissement situé autour du boulevard Auguste-Blanqui, la rue de la Santé et la rue de la Glacière[9] ;
- îlot no 14 : quartier du 19e arrondissement situé entre le boulevard de la Villette et l'avenue Secrétan, l'avenue Simon-Bolivar et l'avenue Mathurin-Moreau ;
- îlot no 15 : le quartier de Picpus (12e), entre le boulevard Diderot, la rue du Faubourg-Saint-Antoine et la rue de Reuilly ;
- îlot no 16 : le quartier Saint-Gervais (4e) c'est-à-dire la partie sud du Marais située entre la Seine et la rue François-Miron et entre Saint-Gervais et la rue Saint-Paul[13]. Alors que les projets initiaux de la Ville, présentés à l'Exposition universelle de 1937, prévoyaient des destructions massives pour ne conserver que les principaux édifices historiques (église Saint-Gervais, hôtel de Sens), la réhabilitation a finalement été faite selon le principe du curetage, qui consistait à purger l'intérieur des îlots tout en conservant le tissu urbain, voire seulement les façades sur rue[14]. Plusieurs architectes, dont Michel Roux-Spitz et Paul Tournon, ont travaillé sur l'îlot de 1948 à 1965[15] ;
- Îlot no 17 : le quartier de Plaisance (14e), entre la rue Vercingétorix, la rue d'Alésia, la rue Raymond-Losserand et l'avenue du Maine rénové dans le cadre de la ZAC Guilleminot-Vercingétorix dirigée par la SemPariSeine.